# Gongzhu Cuo
Gongzhu Cuo (kinesiska: 公珠错) är en sjö i Kina. Den ligger i den autonoma regionen Tibet, i den sydvästra delen av landet, omkring 870 kilometer väster om regionhuvudstaden Lhasa. Gongzhu Cuo ligger 4 784 meter över havet. Arean är 59 kvadratkilometer. Trakten runt Gongzhu Cuo består i huvudsak av gräsmarker. Den sträcker sig 8,4 kilometer i nord-sydlig riktning, och 15,4 kilometer i öst-västlig riktning.
Genomsnittlig årsnederbörd är 514 millimeter. Den regnigaste månaden är juli, med i genomsnitt 132 mm nederbörd, och den torraste är november, med 12 mm nederbörd.